# Fabiano Medina da Silva
Fabiano Medina da Silva (Ribeirão Preto, 18 de janeiro de 1982) é um ex-futebolista brasileiro que atuava como zagueiro ou volante.

## Títulos
Vitória
- Campeonato Baiano: 2001

Lecce
- Campeonato Italiano de Futebol – Série B: 2010[1]